# Lake Mathews (Ort)
Lake Mathews ist ein Census-designated place im Riverside County im US-Bundesstaat Kalifornien, Vereinigte Staaten. Das U.S. Census Bureau hat bei der Volkszählung 2020 eine Einwohnerzahl von 5.972 ermittelt.

## Geografie
Lake Mathews liegt im Nordwesten des Riverside Countys in Kalifornien in den USA. Der Ort liegt zwischen den größeren Städten Corona, Riverside, Moreno Valley, Perris und Lake Elsinore am Stausee Lake Mathews.
Lake Mathews erstreckt sich auf eine Fläche von 41,252 km², die komplett aus Land besteht; die Bevölkerungsdichte beträgt somit 145 Einwohner pro Quadratkilometer und ist damit sehr niedrig. Das Zentrum von Lakeview liegt auf einer Höhe von 541 m.

## Politik
Lake Mathews ist Teil des 28. Distrikts im Senat von Kalifornien, der momentan vom Demokraten Ted Lieu vertreten wird, und dem 67. Distrikt der California State Assembly, vertreten von der Republikanerin Melissa Melendez. Des Weiteren gehört Lake Mathews Kaliforniens 42. Kongresswahlbezirk an, der einen Cook Partisan Voting Index von R+10 hat und vom Republikaner Ken Calvert vertreten wird.